# Kvarntjärnen (Färila socken, Hälsingland)
Kvarntjärnen är en sjö i Ljusdals kommun i Hälsingland och ingår i Ljusnans huvudavrinningsområde. Sjön har en area på 0,0618 kvadratkilometer och ligger 380 meter över havet. Sjön avvattnas av vattendraget Borrån.

## Delavrinningsområde
Kvarntjärnen ingår i det delavrinningsområde (686797-146904) som SMHI kallar för Förgrening. Medelhöjden är 416 meter över havet och ytan är 10,88 kvadratkilometer. Räknas de 5 avrinningsområdena uppströms in blir den ackumulerade arean 51,88 kvadratkilometer. Borrån som avvattnar avrinningsområdet har biflödesordning 3, vilket innebär att vattnet flödar genom totalt 3 vattendrag innan det når havet efter 174 kilometer. Avrinningsområdet består mestadels av skog (69 procent) och sankmarker (21 procent). Avrinningsområdet har 0,06 kvadratkilometer vattenytor vilket ger det en sjöprocent på 0,6 procent.